# Eww Gruppe
Die eww Gruppe (früher Elektrizitätswerk Wels oder E-Werk Wels) ist ein regionales Energieversorgungs- und Dienstleistungsunternehmen mit Sitz in Wels in Oberösterreich. Der Konzern ist in den Sparten Strom-, Erdgas-, Wärme- und Wasserversorgung, Abwasserentsorgung, IT-Dienstleistungen sowie Anlagentechnik tätig. Die eww Gruppe ist zusätzlich für den öffentlichen Nahverkehr in Wels und Thalheim bei Wels zuständig. Eigentümer ist die Stadt Wels.
2019 erwirtschaftete die eww Gruppe einen Umsatz von ca. 263 Millionen Euro.

## Firmenstruktur und Tätigkeitsbereiche
Die eww Gruppe setzt sich aus vier Gesellschaften zusammen:
- eww ag
- eww Anlagentechnik GmbH (100 % eww ag)
- Wels Strom GmbH (51 % eww ag, 49 % Energie AG)
- Wels Linien GmbH (100 % eww ag)

## eww ag

### Geschäftsbereich Wasser & Abwasser
Die eww Gruppe ist für die Wasserversorgung der Stadt Wels und Umgebung zuständig.  Neben der Wassergewinnung ist die eww Gruppe auch für die Abwasserentsorgung zuständig.

### Geschäftsbereich Gas
Die eww Gruppe betreibt ein 305 km langes Erdgasnetz, an das ca. 14.000 Haushalte, sowie gewerbliche und industrielle Betriebe in der Stadt Wels und der Marktgemeinde Thalheim angeschlossen sind. Dieses wird physisch in der Übernahmestation am Gelände des Fernheizkraftwerkes in den Hochdruck-Ring eingespeist und über 11 Reduzierstationen an das Niederdrucknetz übergeben.

### Geschäftsbereich Wärme
Von der eww Gruppe werden 14.200 Haushalte in Wels und Thalheim bei Wels mit Fernwärme versorgt. Die Wärme wird aus der Abwärme der thermischen Abfallverwertung, Kraft-Wärme-Kopplung, Biomasse und Sonnenenergie gewonnen und über ein 72 km langes Fernwärmeversorgungsnetz transportiert.

### Geschäftsbereich IT und Telekommunikation
Seit 1995 ist eww ITandTEL als Dienstleister für  IT-Lösungen und Anbieter von  Kommunikationstechnologien ein eigener Geschäftsbereich der eww Gruppe. Im Jahr 2014 hat ITandTEL den Internetproviders ÖBB Telekom Service GmbH übernommen und wurde auf den Namen eww ITandTEL GmbH geändert. Ein Jahr später wurde die GmbH komplett in die eww Gruppe eingegliedert. eww ITandTEL ist im eigenen Besitz eines n x 100 Gbit/s Glasfaserdatenleitungsnetzes in Österreich und über die Grenzen hinaus. Der eww ITandTEL Backbone verfügt über eine Anbindung an die  europäischen Internetknoten (VIX, DE-CIX, AMS-IX, Amazon und Google). Das Leistungsspektrum umfasst Business-IT-Lösungen aus den Bereichen Datacenter Infrastruktur, Housing & Hosting, Glasfaser-Internet und Datenleitungen, Cloud-Technologien, IT-Arbeitsplatzlösungen, 5G-Campus-Netz. Der Bereich Wholesale liefert für Carrier und Provider Telekommunikationsdienste mit über 50 nationalen und internationalen Peerings.

## Wels Strom GmbH
Die Wels Strom GmbH (kurz Wels Strom) ist Betreiber eines Strom- und Energieübertragungsnetzes

### Stromerzeugung
Die Energiegewinnung erfolgt durch Wasserkraft, Photovoltaik, Windkraftanlagen und Kraft-Wärme-Kopplung. Zur Erzeugung von Strom sind eigene Kraftwerke im Einsatz.

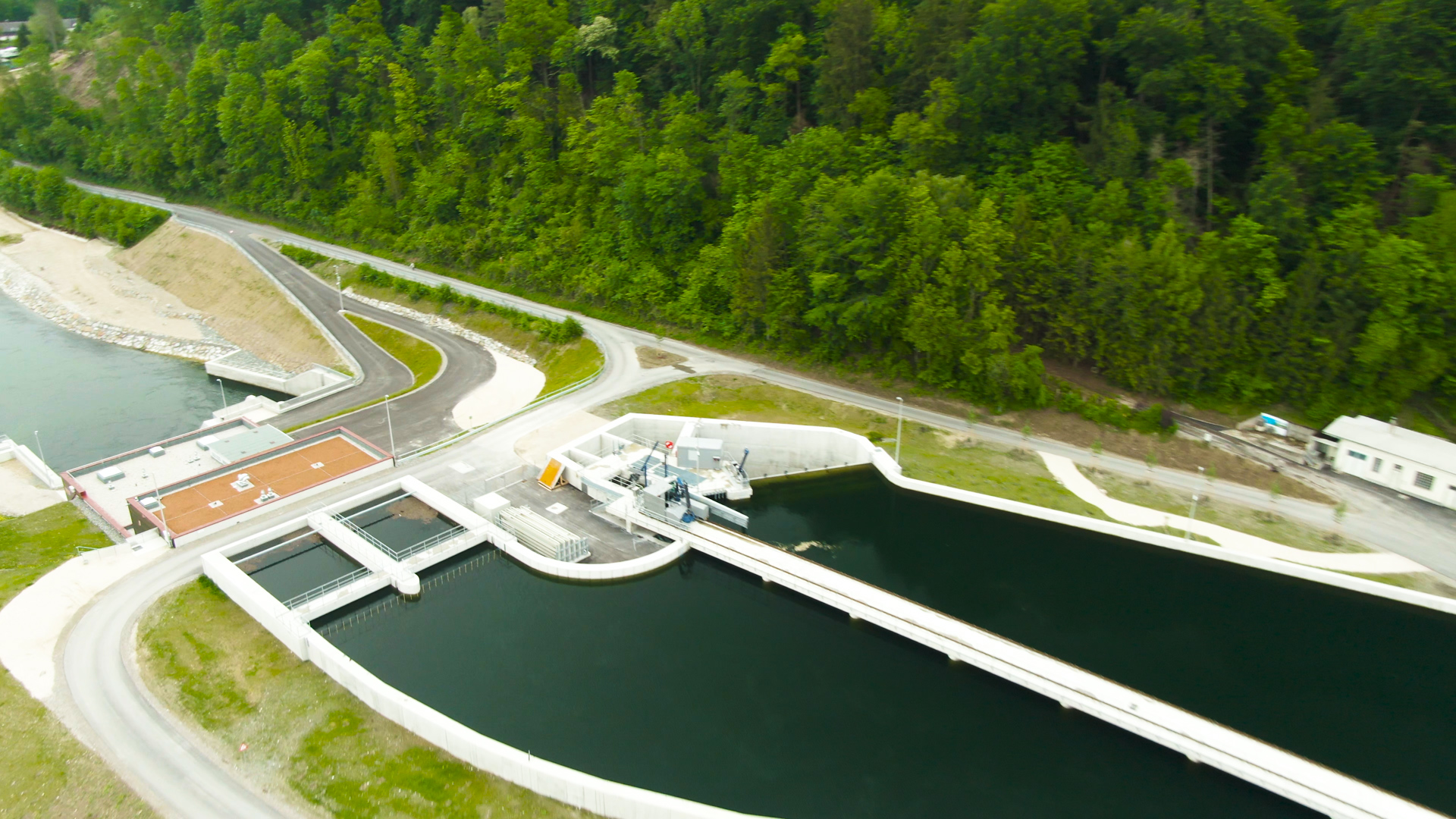
Luftaufnahme: Wasserkraftwerk Traunleiten

#### Kraftwerke
Die Wels Strom betreibt im Bundesland Oberösterreich insgesamt 4 Kraftwerke (Stand: 2021).
- Wasserkraftwerk Traunleiten[3], Steinhaus, Inbetriebnahme 2020
- Wasserkraftwerk Breitenbach, Gunskirchen, Errichtung 1940
- Wasserkraftwerk Noitzmühle, Wels, Errichtung 1940
- Fernheizkraftwerk, Wels

### Geschäftsbereich E-Mobilität
Mit E-Carsharing, eigenen E-Ladekarten sowie individuellen Monitoring- und Abrechnungsservices für E-Ladesysteme ist Wels Strom auch im Bereich der E-Mobilität tätig. Den Besitzern einer Wels Strom Ladekarte steht ein  Ladestationsnetz für Elektrofahrzeuge zur Verfügung. Darüber hinaus können E-Fahrzeuge an  Partner-Ladestellen in  Europa aufgeladen werden. Mit dem E-Tankstellen-Finder können Informationen wie Standort, Verfügbarkeit, Steckertyp und der Preis an der jeweiligen Ladestelle abgerufen werden.

## eww Anlagentechnik
Als Dienstleister für Gewerbe, Industrie, Kommunen und Privatkunden werden Leistungen aus den Bereichen Elektrotechnik, Haustechnik, kommunale Gebäudelösungen, Solartechnik, Verteilerbau, Elektromobilität sowie Kommunaltechnik angeboten.

### Geschäftsbereich Elektrotechnik
Darunter fallen Leistungen zur Elektroausstattung und Elektroinstallationen für Privat- und Firmenkunden, wie beispielsweise die Planung, Montage und Instandhaltung von Elektroanlagen, Verteileranlagen, Sicherheits-, Daten- und Kommunikationsanlagen.

### Geschäftsbereich Haustechnik
Ebenfalls in den Bereich der eww Anlagentechnik fällt die Haustechnik und die Errichtung von Heizungs-, Klima-, Lüftungs- und Sanitäranlagen.

### Geschäftsbereich Gebäudelösungen
Dazu zählt die komplette Abwicklung von Bauvorhaben als Generalunternehmer und Generalübernehmer von der Sanierung bis zum Neubau. Teilbereiche sind Mess-, Steuer- und Regeltechnik, Wärmelieferung, Facility Management, Gebäudesanierung.

### Geschäftsbereich Solar
Dieser Bereich kümmert sich um die Planung und Errichtung von Photovoltaikanlagen. Der Systempartner MEA Solar ist Teil der eww Anlagentechnik und ist Händler und Komplettanbieter von PV-Anlagen und PV-Komponenten wie Module, Wechselrichter, Stromspeichersysteme und Energiemanagement für Gewerbe und Industrie sowie für Privatkunden.

### Geschäftsbereich Kommunaltechnik
Zum Aufgabenbereich gehört die Konzeptionierung, Planung, Umsetzung und der Betrieb von Lichtanlagen, wie Parkplatz- und Sportstättenbeleuchtungen und öffentlichen Beleuchtungen, wie beispielsweise der Straßenbeleuchtung für Gemeinden und Kommunen oder der Weihnachtsbeleuchtung von Gemeinden und Städte.

### Geschäftsbereich Verteilerbau und Energiekonzepte
Der Verteilerbau produziert auf rund 3.000 m² Schaltschränke. Zusätzlich umfasst das Produktportfolio die Planung und Errichtung von komplexen Stromverteilanlagen bei Kunden mit hohem Energiebedarf, den Bau von Rechenzentren, auch als Generalunternehmer und die Ausführung der Ladeinfrastruktur für die E-Mobilität sowie  Instandhaltung und Wartung.

### Geschäftsbereich Elektromobilität
Die eww Anlagentechnik bietet Ladelösungen wie Wallboxen und Ladestationen für Elektrofahrzeuge oder Bikeboxen für E-Bikes. Gemeinsam mit der Wels Strom werden individuelle Ladelösungen und die Errichtung einer kompletten Ladeinfrastruktur für Privat- und Firmenkunden angeboten. Durch die Zusammenarbeit beider Tochterunternehmen ist die Marke emobil.link entstanden.

## Wels Linien GmbH

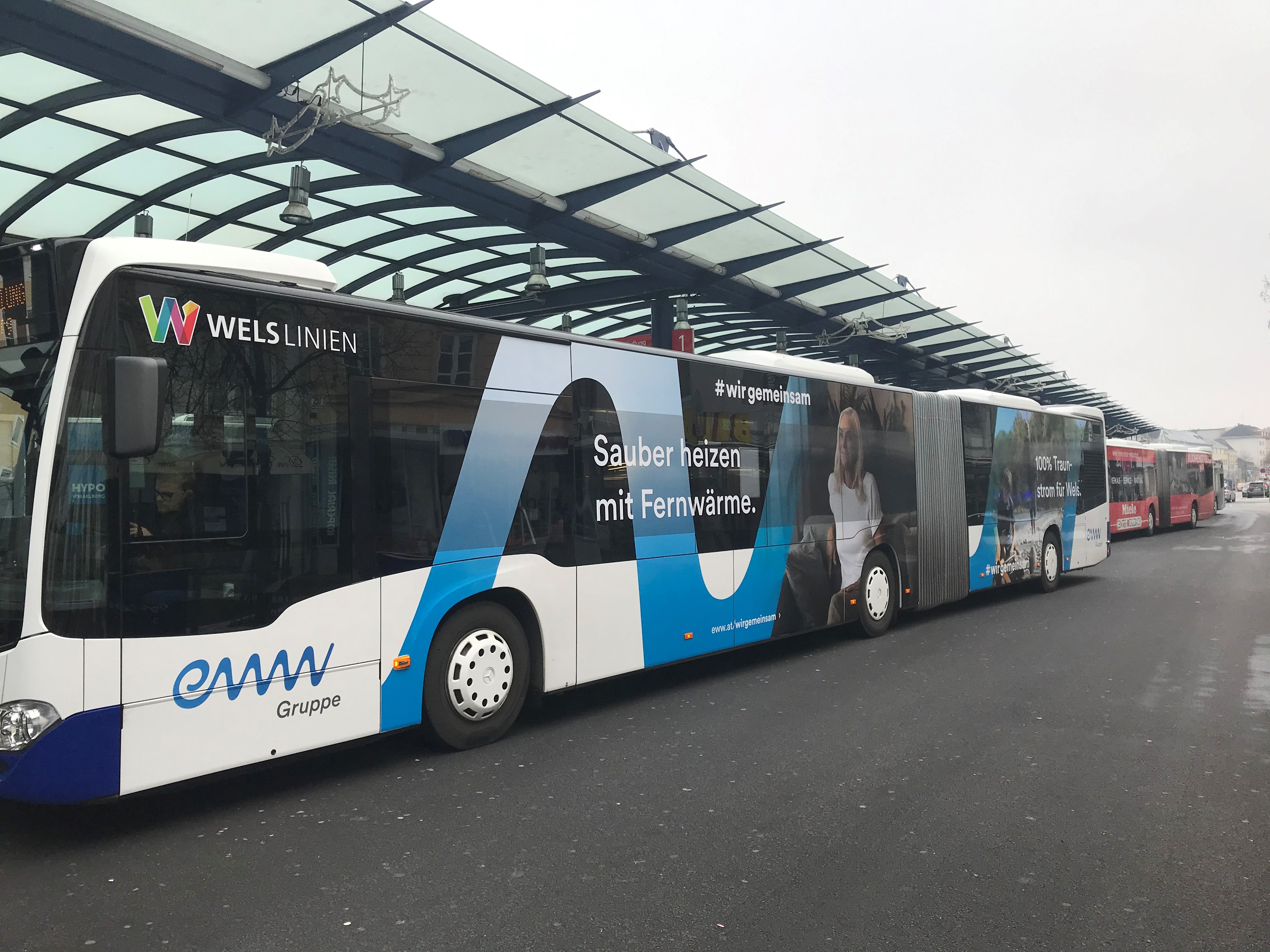
Bus der Wels Linien

Die Wels Linien sind für den öffentlichen Linienverkehr der Stadt Wels und Thalheim verantwortlich. Auf den insgesamt 16 Linien befördern 30 Busse jährlich über 8 Millionen Fahrgäste. Die Wels Linien legen jährlich über 1,3 Mio. Kilometer zurück. Gründungsjahr der Wels Linien GmbH war 1961.

## Geschichte
Im Jahr 1899 wurde der Gründungsvertrag „Aktiengesellschaft Elektrizitätswerk Wels“ zwischen der Stadt Wels und der Österreichischen Union-Elektrizitätsgesellschaft Wien geschlossen. Zwei Jahre später erfolgte die Konstituierung der AG und die Übernahme des Betriebes von der Gründergesellschaft.
1920 nahm die Stadt Wels eine Kapitalbeteiligung an der Gesellschaft vor. 1923 wurde der Verwaltungssitz in der Stelzhamerstraße 27 in Wels errichtet. Nach dem Zweiten Weltkrieg wurde das Gasnetz weiter ausgebaut und das Versorgungsgebiet vergrößert. Im Jahr 1972 hatten  rund 40 % der Welser Haushalte einen Hausanschluss.
Der Erwerb des städtischen Wasserwerkes und Beteiligung am Welser Linienverkehr SAB erfolgte im Jahr 1984, mit dem Ziel des ständigen Ausbaus des Wasserversorgungsgebietes. 1994 wurde die städtische Abwasserentsorgung durch eine Beteiligung an der Contiopole GmbH erworben. Im Jahr 1995 wurde der Geschäftsbereich „Telekommunikation“ gegründet. 2002 wurde die Wels Strom GmbH (51 % eww ag, 49 % Energie AG Oberösterreich) gegründet. Durch den Zukauf der MEA Solar GmbH (50 % eww ag, 50 % Erdgas OÖ GmbH) im Jahr 2004 erweiterte die eww Gruppe ihr Produktportfolio. 2007 wurde die MEA Solar mit 100 % Beteiligung ein Tochterunternehmen der eww ag.
2014 wurde ein neues Logo als „eww Gruppe“ vorgestellt. 2015 wurde die eww ITandTEL als GmbH in den Geschäftsbereich der eww ag vollständig eingegliedert. 2017 wurde die eww Anlagentechnik GmbH gegründet und bereits langjährig bestehende Dienstleistungsbereiche der eww ag in einer GmbH organisiert.